# Popowskoje (rejon mieżdurieczeński)
Popowskoje (ros. Поповское) – wieś w Rosji, w rejonie mieżdurieczeńskim obwodu wołogodzkiego. W 2010 r. liczyła 57 mieszkańców.